# Roviana szigeti guvat
A Roviana-szigeti guvat a  madarak osztályának darualakúak rendjébe és a guvatfélék családjába tartozó faj.

## Elterjedése
A Salamon-szigetekhez tartozó Roviana szigetén honos. Természetes élőhelye trópusi szubtrópusi erdők.